# Sigge Ljungkvist
Johan Sigfrid (Sigge) Ljungkvist, född den 27 juni  1907 i Väckelsång Kronobergs län, död 1 januari  1988 i Linköping, var en svensk målare och tecknare. Föräldrarna var skräddarmästaren Knut Emil Ljungkvist och Mina Petterson. Begravd på Norrbärke kyrkogård.
Sigge Ljungkvist bedrev studier för Gunnar Zilo mellan åren 1932-1936. I övrigt bedrev han huvudsakligen självstudier. En studieresa genomfördes till Frankrike 1949.
Sigge Ljungkvist gifte sig 1932 med Gunborg (Gun) Vilhelmina Eklund och paret bodde i Linköping. Paret fick aldrig några barn.
Mellan åren 1937 till 1942 bodde paret i den lilla byn Myggsjön i Dalarna. Året 1943 flyttade Sigge och frun Gun så åter till Linköping.
Som 17-åring kom Sigge Ljungkvist till Oskarshamn och blev mycket förtjust i båtarna i hamnen. Hans föräldrar fick honom trots allt att stanna iland och han arbetade under några år både som mjölkutkörare och trädgårdsarbetare men började mer eller mindre på allvar att teckna under slutet av 20-talet. Han fick några teckningar antagna i skämtpressen. År 1928 fick Ljungkvist ett arv och kunde då ägna sig åt konststudier. Han reste sedan omkring till olika städer och gjorde bildreportage för tidningar. Ljungkvist publicerade bland annat några Linköpingsmotiv i Östgöta Correspondenten 1930.
Sigge Ljungkvist var en mycket aktiv utställare under 40- och 50-talet. Han har haft egna utställningar i Jönköping 1938, i Linköping 1947 Östergötlands museum, 1949, 1952 (Nystedts konstsalong), 1954 (med Ivar Hammarlund) och 1955. Han har deltagit i ett flertal samlingsutställningar; med »De unga konstnärerna» i Stockholm (PUB) 1934, med Unga tecknare på Nationalmuseum 1938-1949, i Jönköping 1940 och 1943, i Falun 1941, 1942 och 1943, med Kindabygdens konstförening 1947, i Åtvidaberg 1949, med Östgöta konstförening 1946, 1948 och 1951, i Växjö museum 1952, i Ystads konstmuseum 1952, i Borlänge 1952, i Linköping 1943, 1950 och 1952 m. fl.
Hans konst består av porträtt i rödkrita, landskap och blomsterstycken i olja, från 1932 fram till 1964 var det ett realistiskt måleri därefter bytte han inriktning mot en mer figurativ stil.
Sigge Ljungkvist var god vän med konstnären Alf Gustavsson.
Ljungkvist är representerad vid Länsmuseet i Linköping,  Borås konstmuseum, Östergötlands läns landsting, Stockholms kommun och Linköpings kommun.